# 562

## Събития
- Подписан е мирен договор, приключващ войната между Византия и Сасанидското царство
- франкски крал Сигиберт I победи в Регенсбург Авари